# کادیلاک ایکس‌تی۴
کادیلاک ایکس‌تی۴ ||انگلیسی|Cadillac XT4}} یک کراس‌اوور لوکس ساب‌کامپکت است که توسط جنرال موتورز از سال ۲۰۱۸ تحت برند لوکس کادیلاک می‌شود.